# Аретей от Кападокия
Аретей от Кападокия (на гръцки: Αρεταίος ο Καππαδόκης) е античен лекар, един от малкото медици, чиито трудове са съхранени до наши дни.

## Биография
Роден е през 1 век в земите на Кападокия, Римската империя. Резултатите от многогодишните му изследвания в областта на медицината са изложени от автора в две съчинения, всяко с по 4 тома (4 книги περι αιτιω̃ν και σημείων 'οξέων και χρονίών παθω̃ν и 4 книги περι θεραπείας οξέων και χρονίων παθω̃ν). В първото са изложени причините и признаците на острите и хроничните заболявания, а във второто се описват способите за лечението им. Останалите му трудове (включително и в областта на хирургията) са загубени. Съхранени до днес са трудовете му в областта на епилепсията, маниите и захарния диабет.
До началото на XIX век трудовете му са ползвани от практикуващите медици като съчиненията му са преведени на немски и английски език.
Аретей умира през 2 век в Александрия.